# Borisav Stanković
Borisav "Bora" Stanković (Vranje, 31. ožujka 1876. – Beograd, 22. listopada 1927.), srbijanski je književnik, najznačajniji srpski romanopisac na prijelazu iz 19. u 20. stoljeće.

## Životopis
Rodio se u Vranju, gdje je završio osnovnu školu i maturu u tamošnjoj gimnaziji. Godine 1902. završava Pravni fakultet u Beogradu i ženi se Beograđankom Angelinom Milutinović. Poslije jednogodišnjega boravka u  Parizu, 1904. počinje službovanje kao carinik; bio je zatim poreznik, kontrolor državne trošarine u Bajlonijevoj pivari, a pred  Prvi svjetski rat postao je činovnik Crkvenog odjela Ministarstva prosvjete. Ratne 1915. povlači se iz Beograda, listopada ostavlja porodicu u Kraljevu i odlazi u Niš, te u Crnu Goru, gdje je u Podgorici zarobljen; odatle su ga Austrijanci internirali u Derventu, odakle je pušten kući u Beograd. U poratnom razdoblju Stanković je 1920. činovnik Umjetničkog odjela Ministarstva prosvjete Kraljevine SHS. Godine 1927. umire u Beogradu. 
U sjećanje na Borisava Stankovića, mnoge institucije u Vranju nose njegovo ime (gimnazija, gradska knjižnica i kazalište), kao i ulica u Vranju. Kuća mu je pretvorena u muzej posvećen njegovom životu i stvaralaštvu. Nekadašnja tvornica obuće Koštana u Vranju je nosila naziv lika iz njegove istoimene drame.

## Književno djelo
Cjelokupno književno djelo Borisava Stankovića je vezano za Vranje, iako je u Vranje rijetko odlazio i nema podataka da je ikada bio u okolnim selima; čak nije poznavao geografski položaj materijalnih mjesta. Na jednom predavanju je priznao da je svoje likove oblikovao prema pričama koje je slušao i spajao elemente više ličnosti kako bi njegovi likovi djelovali punije.
Borisav Stanković se smatra najznačajnijim srpski romanopiscem prije Prvog svjetskoga rata. Stvaralaštvo mu se uglavnom svrstava u realizam, ali ima osobine koje naginju ka naturalizmu. Novija kritika svrstava ga u začetnike moderne srpske književnosti.
Dok je srpska narativna književnost u 19. stoljeću najveće dosege ostvarila u tzv. malim formama (tj. pripovijetkama), Stanković je najizrazitiji primjer pisca moderne koji je po svom habitusu usmjeren ostvarajima na složenijim pripovijednim strukturama kakve egzemplificira roman. Ovdje valja navesti nekoliko povijesnih napomena: srpski je roman počeo relativno rano, u doba jezičnokulturnih reformi Vuka Karadžića. Najistaknutiji protagonist te, slavenosrpskim jezikom pisane literature, bijaše sada zaboravljeni Milovan Vidaković, čiji kvazipovijesni romani obiluju nevjerojatnim obratima i bizarnostima. No, od sredine 19. stoljeća primat u srpskoj prozi, pisanoj standardnim srpskim jezikom koji su oblikovali Karadžić i Đuro Daničić, preuzima pripovijetka (s uglednim predstavnicima kao što su Milovan Glišić, Laza Lazarević), što je na prijelazu stoljeća kulminiralo u duljim pripovijestima Stevana Sremca i Sime Matavulja. U toj plejadi nalazimo i imena pisaca koji su sada predmet interesa skoro isključivo književnih povjesničara (Jakov Ignjatović, Svetolik Ranković, Janko Veselinović, Milutin Uskoković). Stručnjaci nabrajaju više razloga zašto srpska književnost nije u 19. stoljeću uspjela ostaviti značajnija ostvarenja na polju povijesnoga romana (i općenito tzv. većih formi), no, nesporno je da je tradicija realističke pripovijetke, od Lazarevića do Sremca, postavila temelj za opsežnije djelo kakvo je na početku 20. stoljeća stvorio Borisav Stanković. Stanković je kulminacija srpske realističke naracije, jer se u razdoblju između dva rata već javlja raspad realizma i afirmacija novijih strujanja modernizma, poetskoga subjektivizma i formalnoga eksperimentatorstva (Rastko Petrović, Miloš Crnjanski). 
Stanković je u svojim najboljim djelima ("Nečista krv", "Koštana", dio pripovijedaka) nadrastao kanone dotadašnje srpske pripovijedne književnosti. U njegovim se tekstovima, na paradoksalan način,  spajaju prikaz društvenoga rasapa poslijeturske Srbije (protkan elegičnim tonom žaljenja za ponešto idealiziranim statičnim patrijarhalnim životom "srpskog orijenta") i psihološka problematika gledana kroz optiku naturalista Zoline škole. Naglasak je u Stankovićevim ponajboljim pripovijetkama i romanima na prenadraženom erotizmu, biološki uvjetovanim i teško kontroliranim strastima te grabežljivoj naravi nadirućega kapitalizma balkanske provenijencije. Piščev je stav prema prošlosti protuslovan: zamjetna je nota nostalgije za nestajućim svijetom, no, još je snažniji Stankovićev naglasak na dehumanizirajućim vidovima orijentalnoga patrijarhata (kupoprodaja žena, promiskuitet, tjelesno zlostavljanje). Dok je Lazarevićeva, a i Sremčeva slika prošlosti idealizirana- Stanković daje dojmljiv opis društva u kojem dominiraju neobuzdani nagoni i koje se savija pod mješavinom socijalnih i gospodarskih napetosti. Pored pripovijesti i romana okušao se i kao dramski pisac. Beogradske prilike za 1. svjetskog rata opisao je u memoarskom djelu "Pod okupacijom". 
Borisav Stanković je pisac čiji opus čini vrhunac klasičnoga realizma, i to biološko-naturalističke provenijencije. Autori koji su stasali u doba Kraljevine Jugoslavije, a pogotovo kasniji naraštaji, nisu slijedili njegov realističko-naturalistički prosede. Među rijetkim srpskim piscima za koje možemo reći da su nasljedovali Stankovićevu kombinaciju orijentalnoga senzualizma i psihopatoloških raskola u ljudskim odnosima nalazi se Ivo Andrić.

## Djela

### Knjige
- Majka na grobu svoga jedinca, prvi objavljeni rad, pjesma. Golub (1894.)
- Iz starog jevanđelja (Beograd, 1899.)
- Koštana. Komad iz vranjskog života u četiri čina s pevanjem (Beograd, 1902.)
- Božji ljudi (Novi Sad, 1902.)
- Stari dani (Beograd, 1902.)
- "Koštana" (Sremski Karlovci, 1905.)
- Pokojnikova žena (Beograd, 1907.)
- Nečista krv (Beograd, 1910.)
- Njegova Belka (Beograd, 1921.)
- Drame (Koštana. - Tašana. - Jovča. - Dramatizacija Nečiste krvi) (Beograd, 1928.)
- Gazda Mladen (Beograd, 1928.)
- Pod okupacijom (Beograd, 1929.)
- Sabrana dela, I-II (Beograd, 1956.)
- Sabrana dela, I-VII (Beograd, 1987.)

### Pripovjetke
- Stanoja (1898.)
- Đurđevdan (1898.)
- Nuška (1899)
- Uvela ruža (iz dnevnika) (1899.)
- U noći (1899.)
- U vinogradima (1899.)
- Naš Božić (1900.)
- Stari dani (1900.)
- Bekče (1901.)
- Taja (1901.)
- Jovča (1901.)
- Oni (1901.)
- Paraputa (1902.)
- Zadušnica (1902.)
- Biljarica (1902.)
- Stanko 'Čisto brašno' (1902.)
- Copa (1902.)
- Č'a Mihailo (1902.)
- Jovan (1902.)
- Ludi Stevan (1902.)
- Ljuba i Naza (1902.)
- Pokojnikova žena (1902.)
- Mace (1902.)
- Manasije (1902.)
- Marko (1902.)
- Menko (1902.)
- Mitka (1902.)
- Rista krijumčar (1905.)
- Stari Vasilije (1906.)
- Stevan Čuklja (1906.)
- Baba Stana (1907.)
- Jovo-to (1909.)
- Moj zemljak (1909.)
- Tetka Zlata (1909.)
- Njegova Belka (1920.)

## Vanjske poveznice
- Intervju s Borisavom Stankovićem iz 1926, vodio Branimir Ćosić